# Horyzont (singel)
Horyzont – ostatni singel w karierze muzycznej Krzysztofa Krawczyka, promujący album Horyzont i wydany 21 października 2020 nakładem wydawnictwa muzycznego Warner Music Poland. Singel wydano na licencji K&K Studio. Utwór otwiera album muzyczny wokalisty o takim samym tytule.
Utwór został napisany i skomponowany w języku polskim przez przyjaciela wokalisty – Macieja Świtońskiego. Do utworu zrealizowano, opublikowany 19 października 2020 w serwisie internetowym YouTube, teledysk tekstowy, za produkcję którego odpowiadał Caribu.
Singel został wydany w formacie digital download oraz mediów strumieniowych. Utwór był „piosenką dnia” w Radiu Kaszëbë, a także „piosenką tygodnia” w Radiu Niepokalanów. Singel był odtwarzany w takich rozgłośniach radiowych, jak Polskie Radio Program I, Polskie Radio Olsztyn, Polskie Radio Katowice, Polskie Radio Lublin, Radio Łódź, Radio Strefa FM, Radio Via, Nasze Radio, Radio Parada oraz Radio Kaszëbë.

## Lista utworów
Opracowano na podstawie materiału źródłowego.
| Nr | Tytuł utworu | Autorzy          | Długość |
| -- | ------------ | ---------------- | ------- |
| 1. | „Horyzont”   | Maciej Świtoński | 3:45    |

## Odbiór
Paweł Waliński z portalu Interia.pl zwrócił uwagę, że utwór ma „stadionowy refren” i choć przypomina duchem kompozycje Leonarda Cohena, to został w pełni zrealizowany przez Krzysztofa Krawczyka i za jego pośrednictwem wokalista dokonuje swojego rozliczenia z przeszłością. Z kolei Marcin Andrzejewski z czasopisma muzycznego Muzyk zauważył zrządzenie losu, że tytułowy utwór albumu został napisany przez lekarza i muzyka, który uratował wokaliście życie w szpitalu w Bydgoszczy po wypadku samochodowym w 1988.